# Mistwalker
K.K. Mistwalker (japanisch 株式会社ミストウォーカー kabushiki kaisha Misutowōkā, englisch Mistwalker Corp.) ist ein japanisches Spielentwicklungsunternehmen. Es wurde 2004 von Hironobu Sakaguchi (dem Gründer der Final-Fantasy-Serie) mit finanzieller Unterstützung von Microsoft gegründet. Microsoft wollte mithilfe der Mistwalker-Titel den japanischen Spielemarkt erschließen. Mistwalker lagert die Entwicklung teilweise auf andere Entwicklungsfirmen aus. Damit können sie ihren Fokus auf die Geschichte und Musik der Spiele legen und den Entwicklungsprozess generell überwachen.
Einige ehemalige Mitarbeiter von Square Enix, die an der Entwicklung der Final-Fantasy-Serie beteiligt waren, wechselten zu Mistwalker. Der bekannteste Mitarbeiter neben Sakaguchi ist der Komponist Nobuo Uematsu.

## Spiele
- Blue Dragon (2006, Xbox 360, in Zusammenarbeit mit Artoon)
- Lost Odyssey (2007, Xbox 360, in Zusammenarbeit mit Feelplus)
- ASH: Archaic Sealed Heat (2007, Nintendo DS, in Zusammenarbeit mit Racjin)
- Blue Dragon Plus (2008, Nintendo DS, in Zusammenarbeit mit Brownie Brown und Feelplus)
- AWAY Shuffle Dungeon (2008, Nintendo DS, in Zusammenarbeit mit Artoon)
- Blue Dragon: Awakened Shadow (2009/2010, Nintendo DS, in Zusammenarbeit mit tri-Crescendo und Bird Studios)
- The Last Story (2011, Wii)
- Blade Guardian (2012, iOS, Android)
- Party Wave (2013, iOS, Android)
- Terra Battle (2014, iOS, Android)
- Fantasian (2021, via Apple Arcade für iOS und macOS)

## Gestoppte Spielentwicklungen
- Cry On wurde bereits 2005 angekündigt und sollte in Zusammenarbeit mit Cavia für die Xbox 360 entwickelt werden. In diesem Action-Rollenspiel freundet sich ein Mensch namens Sally mit einem Sandwesen an, das erst von Sally herumgetragen und unterstützt werden muss, um dann später auf eine gigantische Größe anzuwachsen und Sally zu tragen. Der Spieler sollte die Geschichte aus der wechselnden Perspektive beider Charaktere erleben. Produzent war Hironobu Sakaguchi und die Musik sollte Nobuo Uematsu beisteuern.[3][4] Ende 2008 meldete der Publisher AQ Interactive die Einstellung des Titels. Gründe hierfür waren laut Publisher die derzeitige und zukünftige Marktsituation.[5]